# えんゆう農業協同組合
えんゆう農業協同組合（えんゆうのうぎょうきょうどうくみあい、英称：JA Enyu ）は北海道紋別郡湧別町に本所を置く農業協同組合である。略称はJAえんゆう。当農協の営業地区は紋別郡湧別町の南部（旧上湧別町）及び遠軽町一円である。

## 概要
1999年（平成11年）に上湧別町農協、遠軽町農協の合併によりえんゆう農協が設立。
2000年（平成12年）に丸瀬布町農協、白滝村農協の合併により新・丸瀬布町農協が設立。
2006年（平成18年）に丸瀬布町農協、生田原町農協を吸収合併する。
玉ねぎ、馬鈴しょ等の根菜類の他、乳牛の生産が盛んである。
- 正組合員数　495名
- 准組合員数　3,702名

## 事務所の一覧
括弧内は所在地
- 本所　（紋別郡湧別町上湧別屯田市街地230）
- 中湧別支所　（紋別郡湧別町中湧別南町501）
- 遠軽支所　（紋別郡遠軽町岩見通南2丁目1-18）
- 生田原支所　（紋別郡遠軽町生田原346-9）
- 丸瀬布支所　（紋別郡遠軽町丸瀬布中町115-3）
- 白滝支所　（紋別郡遠軽町白滝715）

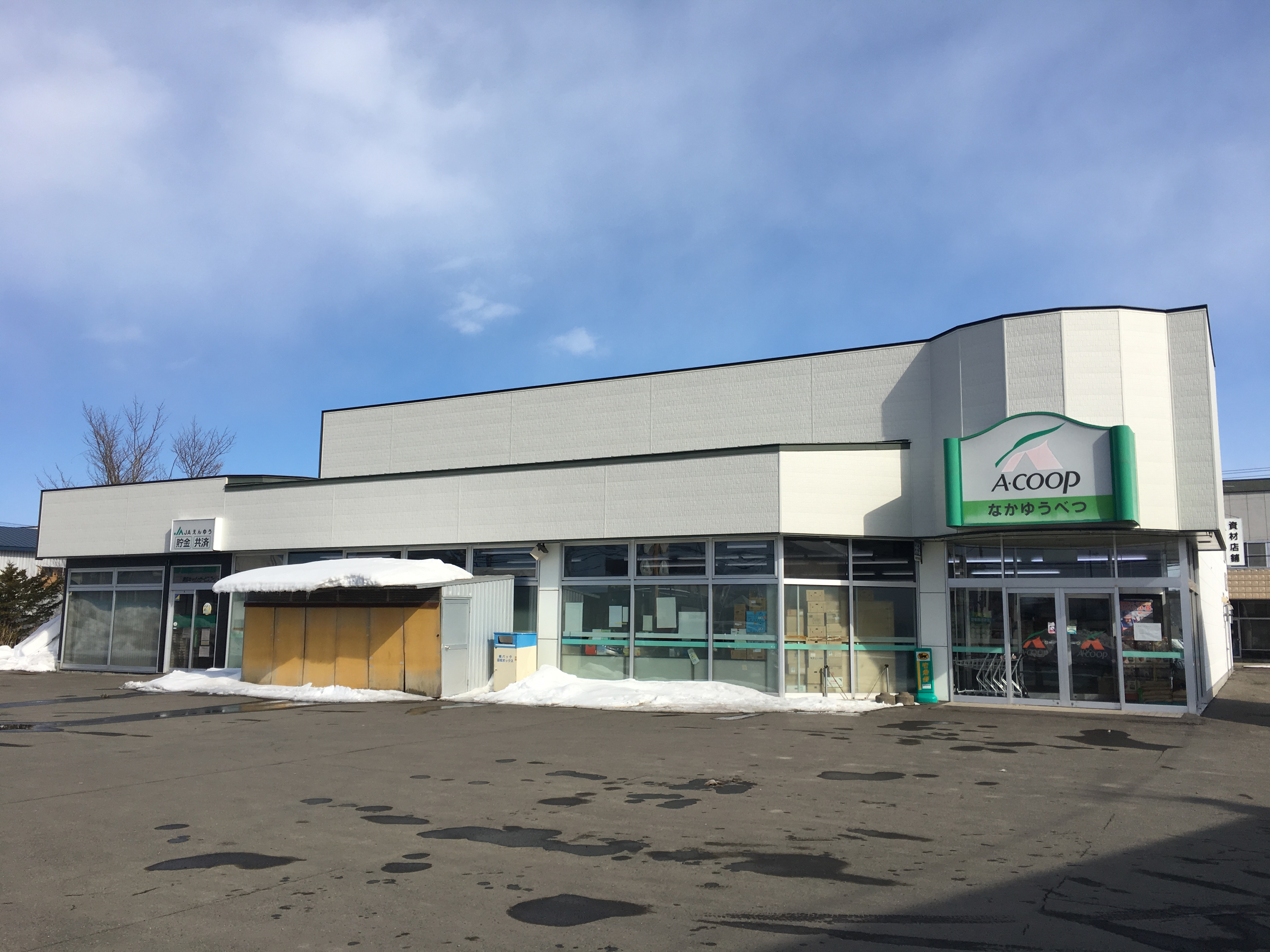
中湧別支所
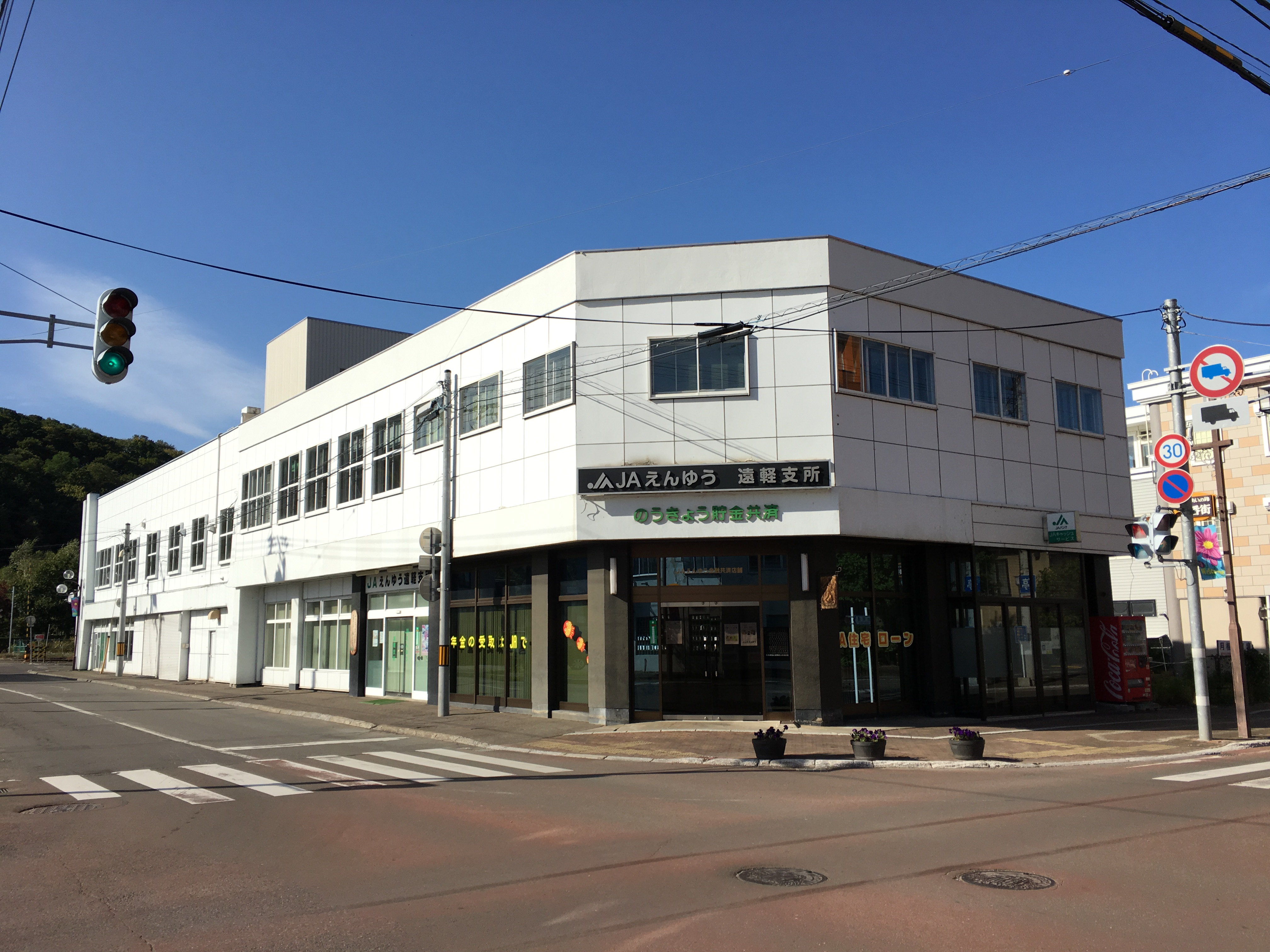
遠軽支所
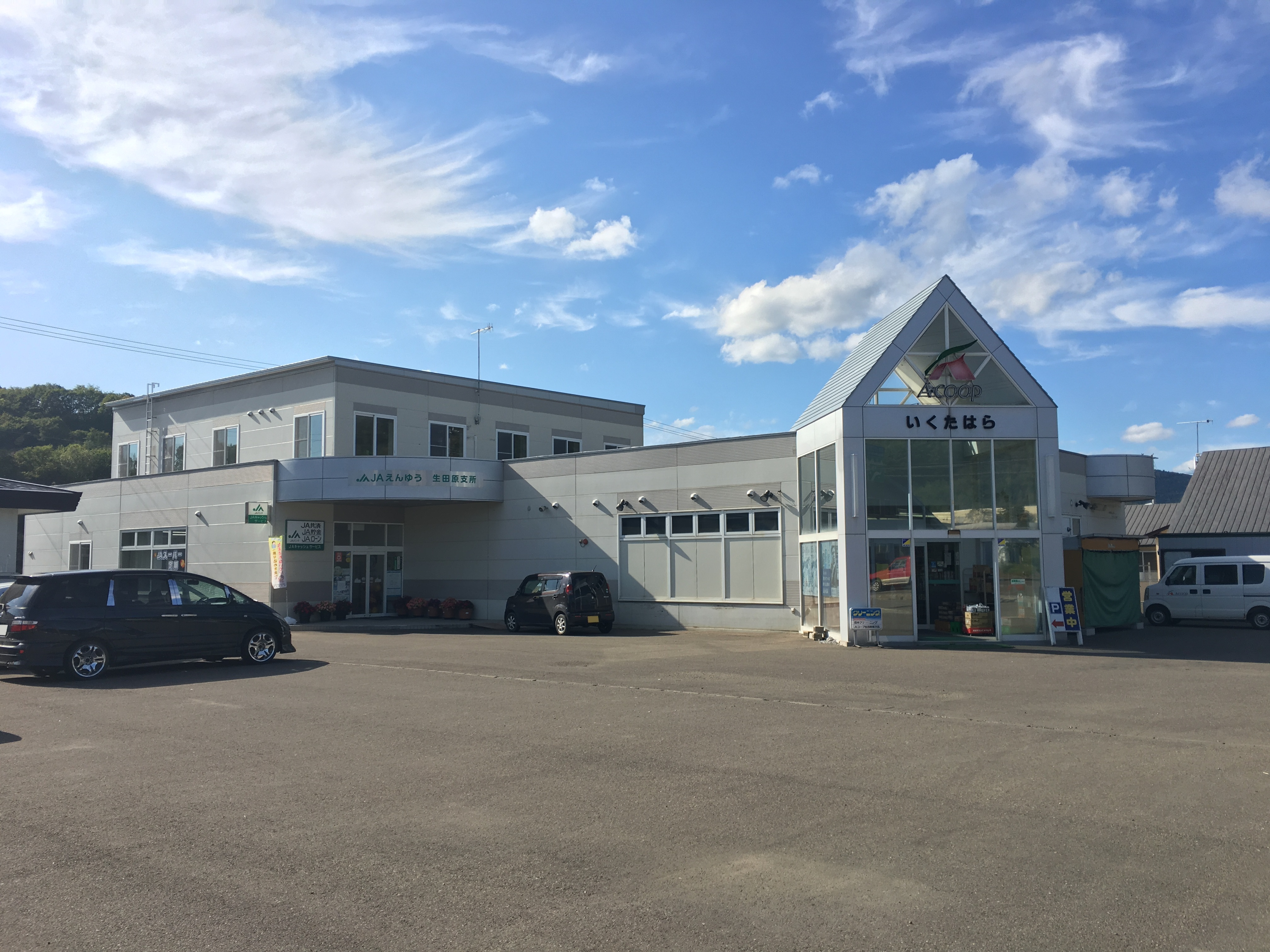
生田原支所

## 子会社
- 株式会社ジェーエーえんゆう